# Rzepicha leśna
Rzepicha leśna (Rorippa sylvestris) – gatunek rośliny należący do rodziny kapustowatych. Obszar rodzimego występowania to niemal cała Europa, obszary Azji o klimacie umiarkowanym i część Indii. Jako gatunek zawleczony rozprzestrzenił się także w Skandynawii, w Nowej Zelandii, w Ameryce Północnej (USA, Kanada) oraz w Argentynie i Chile. W Polsce pospolity.

## Morfologia

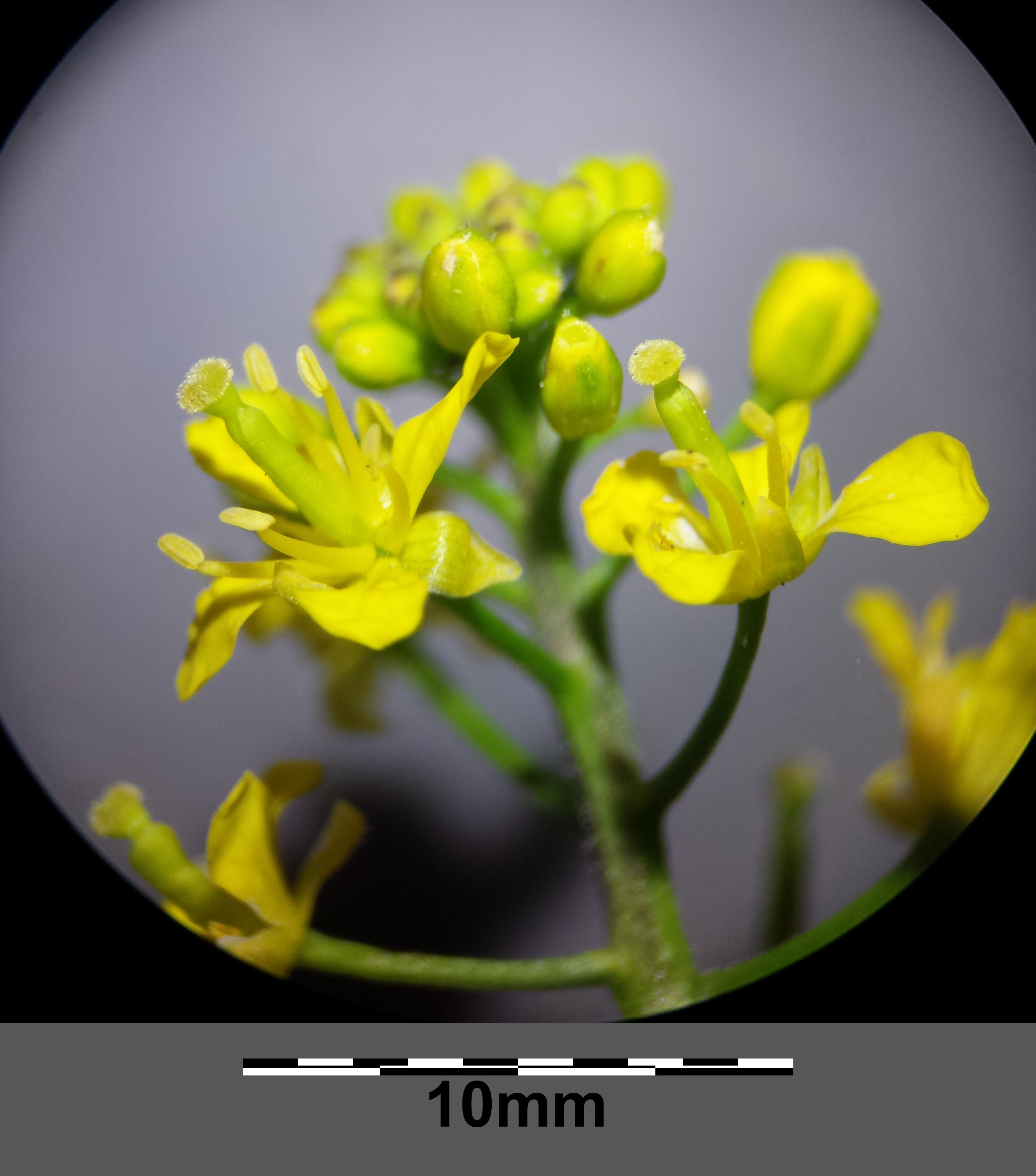
Kwiaty

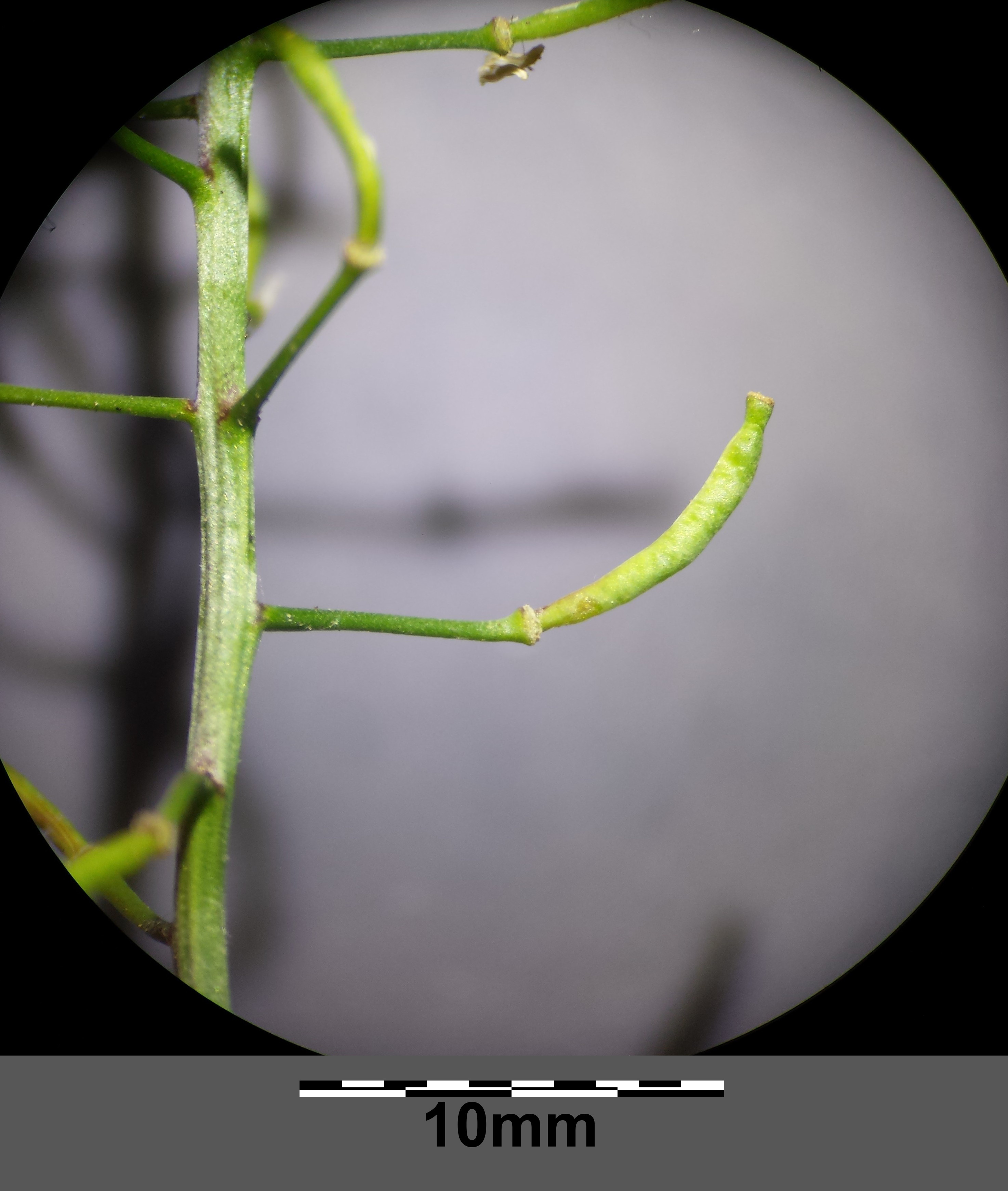
Owoce

PokrójRoślina wieloletnia z kłączami i rozłogami.
ŁodygaKanciasta, rozgałęziona pusta, podnosząca się. Ma wysokość 15 – 50 cm.
LiścieLiście pierzaste z odcinkami ząbkowanymi.
KwiatyO złotożółtych płatkach korony długości 2,8-5,5 mm. Kwiaty zebrane w wierzchołkowe grona.
OwocŁuszczyna o długości 8-20 mm i szerokości 1-1,2 mm. Jest równowąska, często ma zwężone klapy.

## Biologia i ekologia
Bylina, hemikryptofit (geofit). Kwitnie od maja do września. Siedlisko: brzegi rzek, rowy, pola (chwast), drogi na podłożu wilgotnym i bogatym w azot. W klasyfikacji zbiorowisk roślinnych gatunek charakterystyczny dla O/All. Agropuro-Rumicion crispi i Ass. Oenantho-Rorippetum.

## Zmienność
Tworzy mieszańce z rzepichą austriacką, rz. błotną i rz. ziemnowodną.